# Halowe Mistrzostwa Świata w Lekkoatletyce 2001
8. Halowe Mistrzostwa Świata w Lekkoatletyce rozegrane zostały w dniach 9-11 marca 2001 w Lizbonie w Atlantic Pavillion.

## Rezultaty
Źródło: 

### Mężczyźni
| Konkurencja                           | 1. miejsce                                                                 | Wynik     | 2. miejsce                                                                                              | Wynik     | 3. miejsce                                                                                        | Wynik     |
| ------------------------------------- | -------------------------------------------------------------------------- | --------- | --- | --------- | ------------------------------------------------------------------------------------------------- | --------- |
| Bieg na 60 m (szczegóły)              | Tim Harden                                                                 | 6,44      | Tim Montgomery                                                                                          | 6,46      | Mark Lewis-Francis                                                                                | 6,51      |
| Bieg na 200 m (szczegóły)             | Shawn Crawford                                                             | 20,63     | Christian Malcolm                                                                                       | 20,76     | Patrick van Balkom                                                                                | 20,96     |
| Bieg na 400 m (szczegóły)             | Daniel Caines                                                              | 46,40     | Milton Campbell                                                                                         | 46,45     | Danny McFarlane                                                                                   | 46,74     |
| Bieg na 800 m (szczegóły)             | Jurij Borzakowski                                                          | 1:44,49   | Johan Botha                                                                                             | 1:46,42   | André Bucher                                                                                      | 1:46,46   |
| Bieg na 1500 m (szczegóły)            | Rui Silva                                                                  | 3:51,06   | Reyes Estévez                                                                                           | 3:51,25   | Noah Ngeny                                                                                        | 3:51,63   |
| Bieg na 3000 m (szczegóły)            | Hicham El Guerrouj                                                         | 7:37,74   | Mohammed Mourhit                                                                                        | 7:38,94   | Alberto García Fernández                                                                          | 7:39,96   |
| Bieg na 60 m przez płotki (szczegóły) | Terrence Trammell                                                          | 7,51      | Anier García                                                                                            | 7,54      | Shaun Bownes                                                                                      | 7,55      |
| Sztafeta 4 × 400 m (szczegóły)        | Polska Piotr Rysiukiewicz · Piotr Haczek · Jacek Bocian · Robert Maćkowiak | 3:04,47   | Rosja Aleksandr Ładiejszczikow · Rusłan Maszczenko · Boris Gorbań · Andriej Siemionow · Dmitrij Forszew | 3:04,82   | Jamajka Michael McDonald · Davian Clarke · Michael Blackwood · Danny McFarlane · Gregory Haughton | 3:05,45   |
| Skok wzwyż (szczegóły)                | Stefan Holm                                                                | 2,32      | Andrij Sokołowśkyj                                                                                      | 2,29      | Staffan Strand                                                                                    | 2,29      |
| Skok o tyczce (szczegóły)             | Lawrence Johnson                                                           | 5,95      | Tye Harvey                                                                                              | 5,90      | Romain Mesnil                                                                                     | 5,85      |
| Skok w dal (szczegóły)                | Iván Pedroso                                                               | 8,43      | Kareem Streete-Thompson                                                                                 | 8,16      | Carlos Calado                                                                                     | 8,16      |
| Trójskok (szczegóły)                  | Paolo Camossi                                                              | 17,32     | Jonathan Edwards                                                                                        | 17,26     | Andrew Murphy                                                                                     | 17,20     |
| Pchnięcie kulą (szczegóły)            | John Godina                                                                | 20,82     | Adam Nelson                                                                                             | 20,72     | Manuel Martínez                                                                                   | 20,67     |
| Siedmiobój (szczegóły)                | Roman Šebrle                                                               | 6420 pkt. | Jón Arnar Magnússon                                                                                     | 6233 pkt. | Lew Łobodin                                                                                       | 6202 pkt. |

Członkom amerykańskiej sztafety 4 × 400 m anulowano wyniki, jak również został odebrany srebrny medal po tym, jak za stosowanie dopingu został zdyskwalifikowany Jerome Young.

### Kobiety
| Konkurencja                           | 1. miejsce                                                              | Wynik     | 2. miejsce                                                                     | Wynik     | 3. miejsce                                                                 | Wynik         |
| ------------------------------------- | ----------------------------------------------------------------------- | --------- | ------------------------------------------------------------------------------ | --------- | -------------------------------------------------------------------------- | ------------- |
| Bieg na 60 m (szczegóły)              | Chandra Sturrup                                                         | 7,05      | Angela Williams                                                                | 7,09      | Chryste Gaines                                                             | 7,12          |
| Bieg na 200 m (szczegóły)             | Juliet Campbell                                                         | 22,64     | LaTasha Jenkins                                                                | 22,96     | Natalla Safronnikawa                                                       | 23,17         |
| Bieg na 400 m (szczegóły)             | Sandie Richards                                                         | 51,04     | Olga Kotlarowa                                                                 | 51,56     | Olesia Zykina                                                              | 51,71         |
| Bieg na 800 m (szczegóły)             | Maria Mutola                                                            | 1:59,74   | Stephanie Graf                                                                 | 1:59,78   | Helena Fuchsová                                                            | 2:01,18       |
| Bieg na 1500 m (szczegóły)            | Hasna Benhassi                                                          | 4:10,83   | Violeta Beclea                                                                 | 4:11,17   | Natalja Goriełowa                                                          | 4:11,74       |
| Bieg na 3000 m (szczegóły)            | Olga Jegorowa                                                           | 8:37,48   | Gabriela Szabó                                                                 | 8:39,65   | Jelena Zadorożna                                                           | 8:40,15       |
| Bieg na 60 m przez płotki (szczegóły) | Anjanette Kirkland                                                      | 7,85      | Michelle Freeman                                                               | 7,92      | Nicole Ramalalanirina                                                      | 7,96          |
| Sztafeta 4 × 400 m (szczegóły)        | Rosja Julija Nosowa · Olesia Zykina · Julija Sotnikowa · Olga Kotlarowa | 3:30,00   | Jamajka Charmaine Howell · Juliet Campbell · Catherine Scott · Sandie Richards | 3:30,79   | Niemcy Claudia Marx · Birgit Rockmeier · Florence Ekpo-Umoh · Shanta Ghosh | 3:31,00       |
| Skok wzwyż (szczegóły)                | Kajsa Bergqvist                                                         | 2,00      | Inha Babakowa                                                                  | 2,00      | Wenelina Wenewa                                                            | 1,96          |
| Skok o tyczce (szczegóły)             | Pavla Hamáčková                                                         | 4,56      | Swietłana Fieofanowa Kellie Suttle                                             | 4,51      | nie przyznano                                                              | nie przyznano |
| Skok w dal (szczegóły)                | Dawn Burrell                                                            | 7,03      | Tatjana Kotowa                                                                 | 6,98      | Niurka Montalvo                                                            | 6,88          |
| Trójskok (szczegóły)                  | Tereza Marinowa                                                         | 14,91     | Tatjana Lebiediewa                                                             | 14,85     | Tiombé Hurd                                                                | 14,19         |
| Pchnięcie kulą (szczegóły)            | Łarisa Pieleszenko                                                      | 19,84     | Nadzieja Astapczuk                                                             | 19,24     | Swietłana Kriwielowa                                                       | 19,18         |
| Pięciobój (szczegóły)                 | Natalla Sazanowicz                                                      | 4850 pkt. | Jelena Prochorowa                                                              | 4711 pkt. | Karin Ertl                                                                 | 4678 pkt.     |

## Klasyfikacja medalowa
| Miejsce | Państwo           | Złoto | Srebro | Brąz | Razem |
| ------- | ----------------- | ----- | ------ | ---- | ----- |
| 1.      | Stany Zjednoczone | 7     | 7      | 2    | 16    |
| 2.      | Rosja             | 4     | 6      | 5    | 15    |
| 3.      | Jamajka           | 2     | 2      | 2    | 6     |
| 4.      | Czechy            | 2     | 0      | 1    | 3     |
| 4.      | Szwecja           | 2     | 0      | 1    | 3     |
| 6.      | Maroko            | 2     | 0      | 0    | 2     |
| 7.      | Wielka Brytania   | 1     | 2      | 1    | 4     |
| 8.      | Białoruś          | 1     | 1      | 1    | 3     |
| 9.      | Kuba              | 1     | 1      | 0    | 2     |
| 10.     | Bułgaria          | 1     | 0      | 1    | 2     |
| 10.     | Portugalia        | 1     | 0      | 1    | 2     |
| 12.     | Bahamy            | 1     | 0      | 0    | 1     |
| 12.     | Włochy            | 1     | 0      | 0    | 1     |
| 12.     | Mozambik          | 1     | 0      | 0    | 1     |
| 12.     | Polska            | 1     | 0      | 0    | 1     |
| 16.     | Rumunia           | 0     | 2      | 0    | 2     |
| 16.     | Ukraina           | 0     | 2      | 0    | 2     |
| 18.     | Hiszpania         | 0     | 1      | 3    | 4     |
| 19.     | Południowa Afryka | 0     | 1      | 1    | 2     |
| 20.     | Austria           | 0     | 1      | 0    | 1     |
| 20.     | Belgia            | 0     | 1      | 0    | 1     |
| 20.     | Islandia          | 0     | 1      | 0    | 1     |
| 20.     | Kajmany           | 0     | 1      | 0    | 1     |
| 24.     | Francja           | 0     | 0      | 2    | 2     |
| 24.     | Niemcy            | 0     | 0      | 2    | 2     |
| 26.     | Australia         | 0     | 0      | 1    | 1     |
| 26.     | Holandia          | 0     | 0      | 1    | 1     |
| 26.     | Kenia             | 0     | 0      | 1    | 1     |
| 26.     | Szwajcaria        | 0     | 0      | 1    | 1     |
| Razem   | Razem             | 28    | 29     | 27   | 84    |

Źródło: 